# Юзеф Франчак
Ю̀зеф Фра̀нчак (на полски: Józef Franczak) е полски военен сержант, участник във Втората световна война. Деец на Армия Крайова и антикомунистическото съпротивително движение в Полша. Ползва псевдонимите „Лялек“, „Лялуш“, „Лялечка“ и „Гушчьова“, както и фалшивата фамилия „Бабински“. Последният „прокълнат войник“, убит от комунистическите власти на 21 октомври 1963 година. Носител на Командорски кръст на Ордена на възродена Полша (2008).